# Parlement sud-américain
Parlement : Cochabamba

UNASUR

Le Parlement sud-américain est un corps proposé de l'Union des nations sud-américaines (Unasur).

## Description
Le Traité Constitutif de l'Unasur ne l'inscrit pas avec les autres corps, et ne donne pas de détails sur sa composition. L'article 17 déclare que le Parlement serait localisé à Cochabamba en Bolivie, et que sa création serait le sujet d'un protocole supplémentaire. Un article transitoire du Traité déclare comment ce protocole serait créé : les membres nommeront une Commission spéciale composée de national et Membres du parlement régionaux qui se rencontreraient à Cochabamba pour rédiger le protocole être considéré au Quatrième Sommet de chefs Unasur. Le protocole présenterait comme le Parlement fonctionnerait et composer.  
Pendant de tels sommets les présidents tiennent des réunions sur énergie, infrastructure, éducation et politiques sociales, en plus de définir une formule transitionnelle jusqu'au effectif au complet du traité qui doit encore être approuvé par les pouvoirs législatifs. Les ministres des affaires étrangères sont rencontrer tous les six mois.  

## Composition
Le Parlement aura quatre-vingt-dix-neuf parlementaires. Chaque pays déléguera cinq parlementaires, plus des membres du Parlement andin, du Parlement du Mercosur et des parlements de Guyane et Suriname. Les présidents des pouvoirs législatifs de chaque pays intégrant l'Unasur l'intégreront aussi.  

## Missions
Il aura une routine d'opération cohérente dans deux réunions annuelles : une en juin et la seconde en novembre.
Le Parlement de l'Unasur aura des ordres et sous-commissions, présidences et vice-présidences, secrétaires et sous-secrétaires. Toutes les déclarations du Parlement de l'Unasur seront publiées à travers un journal officiel qui sera créé pour les telles fins.  
Leurs attributions et compétitions sont : 
- s'occuper de la démocratie dans la région,
- établir des rapports de coopération parmi les pays membres,
- émettre des déclarations et des recommandations,
- fomenter le développement de la démocratie représentative et exercer le contrôle politique aux organes et institutions d'Unasur.

Le Parlement sud-américain a aussi la tâche de mener le développement et la mise en œuvre, en coordination avec la Banque du Sud, d'une nouvelle monnaie. Les Autres accords disent que les citoyens des douze pays pourront se déplacer dans l'espace UNASUR avec leur pièce d'identité national partout dans l'Union.